# Little Witch in the Woods
Little Witch in the Woods es un próximo videojuego independiente de simulación de vida desarrollado y publicado por el estudio surcoreano Sunny Side Up. Se lanzó en acceso anticipado a mediados de 2022 para Windows, Xbox One y Xbox Series X/S, y su lanzamiento completo está programado para 2023. El juego sigue a Ellie, una aprendiz de bruja que vive en un bosque, usa un sombrero de bruja parlante llamado Virgil y puede pescar y preparar pociones. Ellie debe completar su entrenamiento ayudando a los aldeanos cercanos y conociendo a otras brujas.

## Recepción
El juego fue recibido positivamente por los críticos en su acceso anticipado, donde recibió comparaciones con Stardew Valley debido a su jugabilidad y estética de pixel art. Alice Bell de Rock Paper Shotgun dijo que "no puede olvidar lo hermoso que es" y que el tráiler tenía un "sentido impecable del momento cómico". Hope Bellingham de GamesRadar + calificó el juego como "similar a una versión de pixel art de Kiki's Delivery Service ", y mencionó que era un "juego acogedor". Glenn Wilson de Gamezebo calificó el sistema de día / noche del juego como "inteligente", ya que cambia el comportamiento de las criaturas del juego. Lauren Morton de PC Gamer calificó el aspecto del juego como "innegablemente lindo" con "algunas melodías bonitas".